# Гірчичник

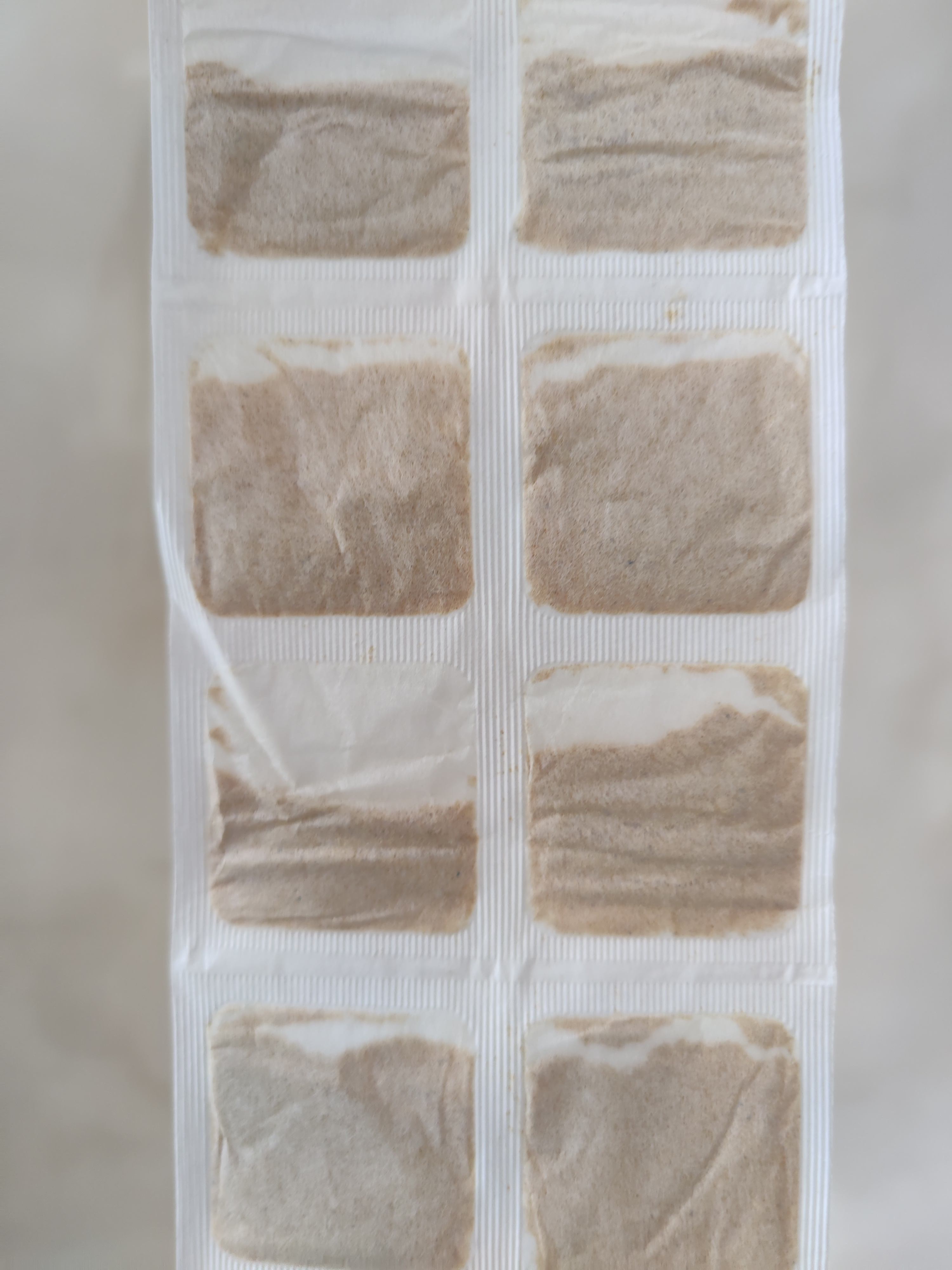

Гірчичник (лат. Sinapismi) або гірчичний пластир (лат. Charta sinapisata) — лікувальний засіб народної медицини, аркуш цупкого паперу, вкритий шаром знежиреного порошку з насіння гірчиці, або пакет з ламінованого паперу та термозварювального або нетермозварювального пористого паперу, розділеного перфорацією на чотири пакетика, рівномірно заповнених гірчичним насінням. Розмір паперу 8{\displaystyle \times }12,5 см.
У сухому вигляді гірчичник без запаху. Після замочування його у теплій воді одразу з'являється специфічний запах леткої гірчичної олії.
Не рекомендують ставити гірчичники на одну і ту ж ділянку тіла, оскільки це може спричинити ускладнення у вигляді пігментації шкіри або опіку.
Винахідником гірчичників вважають французького лікаря Поль Жан Ріголло, який представив створений ним засіб у 1866 році (певний час їх навіть називали «папером Ріголло»). Використовувати гірчичники майже одразу почали французькі шпиталі, насамперед військові. Проте за кілька десятиріч лікарі переконалися, що як лікувальний засіб вони малоефективні. В більшості європейських країн від застосування гірчичників відмовилися вже до 60-х років XX сторіччя. Проте їх і надалі використовували в СРСР, а після його розпаду — в пострадянських країнах.

## Механізм дії
Механізм дії гірчичників на організм людини полягає в тому, що при подразненні шкіри гірчицею виникає місцева гіперемія та кровообіг у цьому місці значно посилюється (внаслідок розширення судин). Гірчичники містять глікозид синігрин і фермент мірозин, який у теплій воді розщеплює глікозид зі звільненням етерно-гірчичної олії, яка виявляє подразнювальні властивості. Одночасно з цим відбувається подразнення рецепторів шкіри, що призводить до складного ланцюга нейрогуморальних реакцій, які викликають підвищення збудження симпатичного відділу нервової системи, внаслідок чого в крові людини накопичуються адреналін та ендорфін. Ці речовини чинять знеболювальну дію. Вони, у свою чергу, сприяють усуненню риніту, запальних захворювань у легенях, змінюють тонус судин та діяльність серця.
Гірчичник має місцево подразнювальну та відволікальну дію, що обумовлена рефлекторними реакціями, пов'язаними з подразненням чутливих нервових закінчень шкіри та підшкірних утворень. Гірчичний пакет, порівняно зі звичайним гірчичником, є більш зручним завдяки тому, що часточки гірчиці не залишаються на шкірі після закінчення процедури та видалення гірчичника.

## Методика накладання гірчичників
Щоби накласти гірчичник нам треба мати: якусь посудину для гірчичника (чудово підійде ниркоподібний медичний лоток), сам гірчичник, вата, чистий рушник.
1. Хворого кладуть у зручне для накладання гірчичника положення. Це залежить від хвороби, наприклад при трахеїті гірчичник накладають на груднину, в такому випадку хворого кладуть на спину;
2. Ділянку накладання гірчичника не змащують вазелінок чи іншою маззю;
3. Струшують гірчичник для рівномірного розподілення гірчичної суміші[2];
4. Гірчичник занурюють у гарячу воду, температурою 35 — 40 °C, температура вище 45 °C веде до руйнування ферменту мірозина. Занурити його слід не довше, ніж 15 — 20 с[3]. Швидким рухом виймають гірчичник із води і накладають на потрібну ділянку шкіри гірчичною масою донизу, при цьому злегка натиснувши на гірчичник. Якщо хворий відчуває сильний біль на ділянці гірчичника, тоді під гірчичник кладуть марлеву серветку складену у 2 — 3 рази і розмірами самого гірчичника;
5. Місце накладання гірчичника накривають сухим рушником, а зверху накривають ще ковдрою. Якщо гірчичник накладений правильно, то хворий через декілька хвилин відчує тепло та невелике печіння шкіри;
6. Через 3 — 15 хв. гірчичник знімають (час залежить від реакції шкіри на гірчичник[3]). Шкіра під ним має бути почервонілою;
7. Шкіру обтирають злегка вологою (щоби зняти рештки гірчиці), а потім сухою серветкою;
8. Одягають хворого в його одяг і дають відпочити.

## Місця накладання
Гірчичника накладають в залежності від захворювання, а саме:
- При трахеїті — на верхню частину груднини;
- При бронхіті чи пневмонії — між і під лопатками;
- При болях в серці чи стенокардії — на ділянку серця;
- При артеріальній гіпертензії — вздовж хребта і на трапецієподібний м'яз, також на потилицю;
- При міозиті — на уражений м'яз;
- При радикуліті — на поперекову ділянку;
- При застуді чи грипі — на стопи або литковий м'яз (ікра)[4].

## Показання до застосування
Гірчичники призначають дорослим та дітям (віком від 6 років) як протизапальний, місцевоподразнюючий та відволікальний засіб при багатьох захворюваннях, серед яких: гострі респіраторні захворювання, бронхіти, ларинготрахеїти, пневмонії, біль у м'язах, невралгії, міозити, остеохондроз, головний біль.

## Спосіб застосування
Гірчичники використовують для зовнішнього застосування. Гірчичник занурюють в теплу воду на 15-20 секунд, і накладають на шкіру, прикриваючи зверху сухим рушником, щільно притискають до шкіри і залишають на 5-15 хвилин (до появи стійкого почервоніння) залежно від віку та чутливості шкіри пацієнта. При відчутті сильного печіння гірчичник знімають. Якщо змочити гірчичник у холодній воді або залити його окропом, то фермент мірозин не утвориться (у першому випадку) або зруйнується (у другому випадку) і гірчична олія не виділиться. Це особливо стосується гірчичників-пакетів.

## Протипоказання
З основних протипоказань є температура тіла понад 38 °C (гарячка), алергія на гірчицю, пошкодження шкіри: гноячки, висип, нейродерміт, екзема, опіки, пролежні, тобто будь-які новоутворення на шкірі. Також туберкульоз, злоякісні чи доброякісні пухлини (незалежно від локалізації гірчичника), схильність до кровоточивості (гемофілія, тромбоцитопенія, ламкість судин), гнійні запалення легень: абсцес легень, гангрена, бронхоектатична хвороба.
Не можна ставити гірчичники на хребет, молочні залози та обличчя.

## Зберігання
Зберігати гірчичник слід у сухому прохолодному місці загорнувши його в рушник (не сильно), інакше їхній склад зміниться, і вони втратять свою подразнювальну дію. Термін придатності гірчичників 9 — 12 місяців.